# Аммута, Хуссейн
Хусейн Аммута (араб. الحسين عموتة‎; фр. Houcine Ammouta; род. 24 октября 1969, Хемиссет) — марокканский футболист, полузащитник, футбольный тренер.

## Карьера

### Футболиста
Начинал свою карьеру в команде «Иттихад» из родного Хемиссете. Несколько лет успешно выступала в чемпионатах стран Ближнего Востока. Дольше всего времени Аммута провёл в «Аль-Садде» с которым становился чемпионом Катара. В 1992 году выступал за Марокко на Олимпийских играх в Барселоне.

### Тренера
Работал с рядом арабских клубов. Со второй сборной Марокко побеждал в чемпионате африканских наций. В 2022 году сменил на посту «Видада» возглавившего сборную Марокко Валида Реграги. 27 июня 2023 года Хусейн Аммута был назначен на пост наставника сборной Иордании. В январе 2024 году на Кубке Азии в Катаре марокканец успешно преодолел с ней групповую стадию, а в 1/8 финала иорданцы переиграли Ирак (3:2), забив два решающих гола в компенсированное время. 2 февраля иорданцы, обыграв Таджикистан (1:0), впервые в истории вышли в полуфинал Кубка Азии.

## Достижения

### Футболиста
- Чемпион Катара (1): 1999/00.
- Обладатель Кубка эмира Катара (2): 1999/00, 2000/01.
- Обладатель Кубка наследного принца Катара (1): 1998.
- Обладатель Кубка шейха Яссима (2): 1998, 2000.
- Обладатель Кубка Марокко (1): 1995.

### Тренера
- Чемпион африканских наций (1): 2020.
- Победитель Лиги чемпионов КАФ (1): 2017.
- Обладатель Кубка Конфедерации КАФ (1): 2010.
- Чемпион Катара (1): 2012/13.
- Обладатель Кубка эмира Катара (2): 2014, 2015.
- Обладатель Кубка наследного принца Катара (1): 2014.
- Чемпион Марокко (1): 2016/2017
- Обладатель Кубка Марокко (1): 2010.
- Серебряный призёр Кубка Азии (1): 2023.